# A tiempo (álbum)

A tiempo es el cuarto álbum de estudio del dúo estadounidense Ha*Ash, conformado por las hermanas Ashley Grace y Hanna Nicole. El álbum fue lanzado el 16 de mayo de 2011 por Sony Music Latin. Fue grabado en Los Ángeles, California y en Milán, Italia. El disco alcanzó la cuarta posición semanal de lo más vendido en México durante ese año, hecho que le valió la certificación triple disco de platino en México entregado por AMPROFON.
La versión estándar del disco se lanzó en dos formatos, uno con once pistas, y otro que incluye un DVD que contiene ocho de las canciones del disco y dos de los discos anteriores grabadas en acústico. Para su promoción se lanzaron en 2011 los sencillos «Impermeable» y «Te dejo en libertad», los cuales alanzaron la primera posición en México. En el año siguiente, se publicó los dos últimos sencillos del álbum «Todo no fue suficiente» y «¿De dónde sacas eso?».
En 2012 se lanza una reedición especial del disco, para incluir las canciones «Hoy no habrá mañana», «Un beso tuyo» y «Camina conmigo» (en su versión solista), además, de un DVD que incluye catorce de sus canciones interpretadas en vivo, un detrás de cámaras y un documental.

## Antecedentes y lanzamiento
Para el disco, Ha*Ash trabajó con su productor de cabecera Áureo Baqueiro, además del italiano Michele Canova, quien las ayudó a encontrar nuevos caminos. Las hermanas decidieron hacer las cosas con calma, para lanzar un trabajo renovado en el que se pudiera notar su evolución y madurez. Fue grabado en Los Ángeles, California y en Milán, Italia. En la selección de temas contaron con la colaboración de Leonel García, Natalia Lafourcade y Alejandro Fernández. El 20 de diciembre de 2010, a través de sus redes sociales, confirmaron que su cuarto álbum de estudio estaba terminado.
Este material salió a la venta el 16 de mayo de 2011 en dos formatos, uno que incluye once pistas entre ellas, una colaboración con el dúo mexicano Río Roma, y otra que incluye las mismas pistas, más un DVD que contiene ocho de las canciones del disco y dos de los discos anteriores «Odio amarte» y «No te quiero nada» grabadas en acústico.
En 2012 se lanzó una reedición especial del mismo para incluir las canciones «Hoy no habrá mañana», «Un beso tuyo» y «Camina conmigo» (en su versión solista), con un DVD que incluye un recopilación de cinco temas del álbum y seis canciones de disco anteriores interpretados en un concierto en vivo, tres vídeos musicales de los sencillos del disco «Impermeable», «Todo no fue suficiente», «Te dejo en libertad», además un detrás de cámaras del primer sencillo y un documental.

## Rendimiento comercial
A tiempo alcanzó la cuarta posición semanal de lo más vendido en México durante el 2011. Durante ese año, se mantuvo 33 semanas en el top, y alcanzó la posición 16 anual en dicha lista. En julio del mismo año, recibió la certificación de oro en México por más de 30.000 copias vendidas. Cuatro meses después, Ha*Ash recibió el disco de platino por AMPROFON. El 15 de mayo de 2012, el álbum fue certificado como disco de oro y platino. El 29 de noviembre de 2017, la demanda del álbum les permitió ser acreedoras de doble disco de platino por más de 120.000 ejemplares vendidos. En abril de 2019, el álbum se certificó con doble disco de platino más oro en México.

## Promoción

### Sencillos
De este material se lanzaron cuatro sencillos: «Impermeable» se publicó el 21 de marzo de 2011, se posicionó en el primer lugar en la tienda virtual de iTunes, así como, en la lista México Español Airplay de Billboard. El tema logró la certificación de oro en México. Posterior a ello, se estrenó el 11 de julio de 2011 «Te dejo en libertad» el tema más significativo del álbum y compuesta a causa de una historia real de Ashley. Alcanzó la primera posición tanto en iTunes, como en las listas México Español Airplay y México Airplay de Billboard. Se ubicó en la posición veintinueve en la lista Latin pop Airplay de Estados Unidos. Obtuvo un gran número de reproducciones en YouTube, asimismo, la obtención de la certificación de oro más platino en México y la presea Composición del Año por la Sociedad de Autores y Compositores de México (SACM).
El tercer sencillo «Todo no fue suficiente», publicado el 2 de enero de 2012, se ubicó en la posición número dos en las listas México Español Airplay y once en México Airplay de Billboard. Alcanzó la posición cuatro en las radios mexicana, y el primer lugar en ventas durante su lanzamiento en la tienda virtual iTunes. Su último sencillo, «¿De dónde sacas eso?», alcanzó la cuarta y novena posición en México Español Airplay y México Airplay de Billboard, respectivamente. Estuvo por semanas en los primeros lugares de popularidad a nivel radial, recibiendo a certificación de oro en México, y el premio Composición y Canción del Año otorgado por SACM, anteriormente mencionada.

### Gira musical
La gira A Tiempo Tour que promocionaba el disco, comenzó con un concierto que se convirtió en lleno total en el Auditorio Nacional, logrando en México, lleno total en 3 ocasiones en el mismo recinto y 1 Teatro Diana en Guadalajara, y llegando por primera vez a Costa Rica, Ecuador y Perú. Y tuvo invitados como OV7, Río Roma y Leonel García, Ana Torroja, Joy Huerta y Beto Cuevas y Jesús Navarro (Reik), María José. La buena recepción del disco les permitió realizar la gira «A Tiempo Tour», contando con alrededor de 180 fechas en  Norteamérica y Centroamérica, llegando por primera vez a América del Sur.

## Lista de canciones
Créditos adaptados de Apple Music.

| A tiempo |                                   |                                              |                |          |  |
| N.º      | Título                            | Escritor(es)                                 | Director(es)   | Duración |  |
| 1.       | «Impermeable»                     | Áureo Baqueiro · Daniela Blau                | Áureo Baqueiro | 4:07     |  |
| 2.       | «Frente a frente»                 | Ashley Grace · Hanna Nicole · Rafael Vergara | Baqueiro       | 4:03     |  |
| 3.       | «Faltas tú»                       | Baqueiro                                     | Baqueiro       | 4:01     |  |
| 4.       | «Irremediable»                    | Ashley · Hanna · Vergara                     | Baqueiro       | 4:02     |  |
| 5.       | «¿Qué haré con este amor?»        | Alejandra Alberti · Ignacio Morales          | Baqueiro       | 3:18     |  |
| 6.       | «Solo una vez»                    | Jorge Ballesteros · Britti Alessandro        | Michele Canova | 4:22     |  |
| 7.       | «Te amo más que ayer»             | Ashley · Hanna · Yoel Henríquez              | Canova         | 3:30     |  |
| 8.       | «Te dejo en libertad»             | Ashley · Hanna · José Luis Ortega            | Baqueiro       | 3:58     |  |
| 9.       | «¿De dónde sacas eso?»            | Ashley · Hanna · Ortega                      | Canova         | 3:27     |  |
| 10.      | «Todo no fue suficiente»          | Ashley · Hanna · Henríquez                   | Baqueiro       | 3:36     |  |
| 11.      | «Camina conmigo» (feat. Río Roma) | Claudia Brant · Ortega                       | Canova         | 3:43     |  |
| 42:07    |                                   |                                              |                |          |  |

| A tiempo (Edición especial) |                       |                                              |                |          |  |
| N.º                         | Título                | Escritor(es)                                 | Director(es)   | Duración |  |
| 12.                         | «Hoy no habrá mañana» | Ashley Grace · Hanna Nicole · Áureo Baqueiro | Áureo Baqueiro | 3:34     |  |
| 13.                         | «Un beso tuyo»        | Ashley · Hanna · Baqueiro                    | Baqueiro       | 3:42     |  |
| 14.                         | «Camina conmigo»      | Claudia Brant · José Luis Ortega             | Michele Canova | 3:41     |  |
| 53:06                       |                       |                                              |                |          |  |

| DVD adicional de la versión estándar |                                    |          |  |
| N.º                                  | Título                             | Duración |  |
| 1.                                   | «Impermeable» (en vivo)            | 4:58     |  |
| 2.                                   | «No te quiero nada» (en vivo)      | 4:10     |  |
| 3.                                   | «Te dejo en libertad» (en vivo)    | 4:01     |  |
| 4.                                   | «Todo no fue suficiente» (en vivo) | 3:36     |  |
| 5.                                   | «Faltas tú» (en vivo)              | 4:03     |  |
| 6.                                   | «Que haré con este amor» (en vivo) | 3:15     |  |
| 7.                                   | «Odio amarte» (en vivo)            | 3:39     |  |
| 8.                                   | «Solo una vez» (en vivo)           | 4:22     |  |
| 9.                                   | «De dónde sacas eso» (en vivo)     | 3:25     |  |
| 10.                                  | «Camina conmigo» (en vivo)         | 4:02     |  |

| DVD adicional de la edición especial |                                                              |          |  |
| N.º                                  | Título                                                       | Duración |  |
| 1.                                   | «Odio Amarte (Primera llamada) [en vivo]» (Video)            |          |  |
| 2.                                   | «De dónde sacas eso? (Primera llamada) [en vivo]» (Video)    |          |  |
| 3.                                   | «No Te Quiero Nada (Primera llamada) [en vivo]» (Video)      |          |  |
| 4.                                   | «Te dejo en libertad (Primera llamada) [en vivo]» (Video)    |          |  |
| 5.                                   | «Solo una vez (Primera llamada) [en vivo]» (Video)           |          |  |
| 6.                                   | «Lo que yo sé de ti (Primera llamada) [en vivo]» (Video)     |          |  |
| 7.                                   | «Impermeable (Primera llamada) [en vivo]» (Video)            |          |  |
| 8.                                   | «Amor a medias (Primera llamada) [en vivo]» (Video)          |          |  |
| 9.                                   | «Todo no fue suficiente (Primera llamada) [en vivo]» (Video) |          |  |
| 10.                                  | «Qué hago yo? (Primera llamada) [en vivo]» (Video)           |          |  |
| 11.                                  | «Estés donde estés (Primera llamada) [en vivo]» (Video)      |          |  |
| 12.                                  | «Impermeable» (Video)                                        |          |  |
| 13.                                  | «Te dejo en libertad [en vivo]» (Video)                      |          |  |
| 14.                                  | «Todo no fue suficiente» (Video)                             |          |  |
| 15.                                  | «Impermeable» (Detrás de cámaras)                            |          |  |
| 16.                                  | «Documental A tiempo»                                        |          |  |

### Formatos
- CD - Edición de un disco con 11 pistas[38]
- CD/DVD - Edición de dos discos que contiene 11 pistas y un DVD adicional con 10 pistas interpretadas en vivo[38]
- CD/DVD (edición especial) - Edición de dos discos en digipak que contiene 14 pistas y un DVD adicional con vídeos musicales, pistas interpretadas en concierto y un documental.[39]
- Edición digital - contiene los catorce temas de la versión especial del CD, 14 vídeos musicales, un detrás de cámaras y un documental.[3]
- Edición digital (edición deluxe) - contiene catorce temas.[11]

## Créditos y personal
Créditos adaptados de las notas del álbum.

### Voz e instrumentos
- Ashley Grace: voz (1-14)
- Hanna Nicole: voz (1-14)
- Áureo Baqueiro: coros (1-5, 8, 10, 12-13), piano (1-5, 8, 10, 12-13)
- Vicky Echeverri: coros (6-7, 10, 14), piano (6-7, 10, 14)
- René Garza: batería (6-7, 10, 14)
- Christian Rigano: piano (6-7, 10, 14)
- Aaron Sterling: batería (1-5, 8, 10, 12-13)

### Productores y técnicos
- Áureo Baqueiro: arreglos (1-5, 8, 10, 12-13), producción (1-5, 8, 10, 12-13)
- Michele Canova: arreglos (6-7, 10, 14), producción (6-7, 10, 14)
- Pablo Manresa arreglos (2)
- Rafa Vergara: arreglos (4)

### Administración
- Charlie García: A&R
- Guillermo Gutiérrez-Leyva: A&R
- Betto Rojas: A&R

## Posiciones en la lista
| Listas (2011)                                 | Mejor posición |
| --------------------------------------------- | -------------- |
| México Top 100 (AMPROFON)                     | 4              |
| México Top General (iTunes)                   | 1              |
| México Top álbumes en pop en español (iTunes) | 1              |

| Listas (2011)                   | Mejor posición |
| ------------------------------- | -------------- |
| México Top 100 Anual (AMPROFON) | 16             |

## Certificaciones
| País (organismo certificador) | Certificación | Unidades certificadas |
| ----------------------------- | ------------- | --------------------- |
| México (AMPROFON)             | 3x Platino    | 150 000               |

## Historial de lanzamiento
| País           | Fecha               | Edición          | Formato | Discográfica      | Ref    |
| -------------- | ------------------- | ---------------- | ------- | ----------------- | ------ |
| México         | 16 de mayo de 2011  | Edición estándar | CD      | Sony Music México | [ 3 ]  |
| Estados Unidos | 16 de mayo de 2011  | Edición estándar | CD/DVD  | Sony Music Latin  | [ 3 ]  |
| México         | 16 de mayo de 2011  | Edición estándar | CD/DVD  | Sony Music México | [ 3 ]  |
| México         | 20 de marzo de 2012 | Edición especial | CD/DVD  | Sony Music México | [ 11 ] |